# Sikorsky S-76 Spirit
El Sikorsky S-76 Spirit es un helicóptero multipropósito de tamaño medio y origen estadounidense, diseñado por la Sikorsky Aircraft Corporation a mediados de la década de 1970. El S-76 dispone de dos motores, tanto el rotor principal como el rotor de cola son de cuatro palas, y posee tren de aterrizaje retráctil. Además, es capaz de volar en cualquier condición atmosférica, siendo reconocido por su maniobrabilidad.

## Desarrollo

### Antecedentes y nacimiento
La creciente demanda de principios de la década de los años setenta de helicópteros de transporte, con los que apoyar las plataformas de prospección y explotación energética en alta mar, indujo a Sikorsky a iniciar un sondeo de mercado a nivel mundial, a fin de establecer los requerimientos básicos de este tipo de helicóptero. Un factor importante, al que la compañía debía responder adecuadamente, era la capacidad de asientos. 
De este modo, en 1975, Sikorsky inició el desarrollo del helicóptero comercial designado Sikorsky S-76 en honor al Bicentenario de Estados Unidos. Estaba previsto que fuera usado para el transporte de trabajadores hacia y desde las plataformas pretolíferas de alta mar en una versión de 14 plazas (2 pilotos más 12 pasajeros), y para el transporte de ejecutivos de negocios en una versión Vip de 6 pasajeros. La financiación para su diseño, desarrollo y certificación provino de fuentes de la propia empresa.
El primero de los cuatro prototipos (N762SA) voló por primera vez el 13 de marzo de 1977 y, a finales de 1978, mereció el apelativo de Spirit, pero dos años después, la empresa desechó oficialmente este nombre debido a problemas de traducción a algunos idiomas extranjeros.
El elegante diseño del S-76, combinado con importantes avances en la tecnología del rotor, dieron como resultado un helicóptero con una excelente eficiencia. Así pues, el 27 de febrero de 1979 fue entregado a la empresa Air Logistics, de Lafayette (Luisiana), el primer ejemplar de producción, y el éxito en ventas fue tal que, a febrero de 2021, se han construido más de 875 helicópteros S-76.
El 26 de marzo de 1979, el S-76 fue un contendiente para el Programa de Recuperación de Corto Alcance (SRR) de la USCG por un helicóptero que reemplazara al Sikorsky HH-52A. El requisito era de 90 helicópteros. Se tomó la decisión de retirarse de la competición debido a los requisitos de la USCG de que el gobierno de Estados Unidos obtuviera derechos sobre los datos para el diseño, que fue financiado por la empresa, y al requisito de un precio fijo firme para el desarrollo de la aviónica.

### Versiones posteriores y mejoras
La primera variante de producción fue el S-76A. En 1982, este modelo estableció 12 plusmarcas mundiales de velocidad y tiempo de ascenso en su categoría de peso. Se estableció un récord de velocidad en circuito cerrado de 500 km en 214,8 mph. Ese mismo año apareció la versión mejorada S-76A Mark II, y en 1986 y 1987 se presentaron las variantes S-76A+ y S-76A++, que montaban motores Arriel.
El 31 de octubre de 1985 se concedió la certificación FAA para el S-76B y hasta principios del siglo XXI se fueron lanzando nuevos modelos a medida que el helicóptero mejoraba. De este modo, apareció la serie S-76C en los años 90, y el 3 de enero de 2006 se obtuvo la certificación FAA del S-76C++, que a día de hoy es uno de los modelos más actualizados, junto al S-76D. Ambos incorporan una transmisión mejorada y más silenciosa, así como pequeños cambios en el equipamiento interior y la aviónica.
El S-76D estuvo sujeto a cuatro años de retrasos, debidos a problemas técnicos en la expansión de la envolvente de vuelo. El prototipo realizó su primer vuelo el 7 de febrero de 2009 y fue finalmente certificado el 12 de octubre de 2012. Se utilizaron tres prototipos en el programa de certificación, con una aeronave utilizada para certificar el sistema de protección contra hielo eléctrico de rotor opcional.
En paralelo a estas variantes, se desarrollaron otras de interés militar, como el AUH-76 (cuatro vendidos) o el H-76 Eagle (uno construido), que fue diseñado para proporcionar una alternativa de menor coste al AH-64 Apache.
Por último, cabe destacar algunas variantes experimentales como el SHADOW, que consistía en un S-76A con una estación de piloto extendida agregada al morro para desarrollar un sistema de control de vuelo por cable para el programa RAH-66 Comanche. Este helicóptero se utilizó para probar controladores de brazo lateral de tres y cuatro ejes. También probó conceptos únicos de software de controles de vuelo, como el control de velocidad, que permitía al piloto soltar la palanca y el helicóptero continuaba volando a la velocidad establecida. Este y otros conceptos probados fueron diseñados para minimizar la carga de trabajo de vuelo del piloto para que pudiera concentrarse en los requisitos de la misión.
Un modelo más innovador fue también el Fantail, que se asemejaba a un S-76B, pero con un rotor de cola de abanico en el empenaje, usado para probar la configuración del RAH-66 Comanche, que requería la capacidad de hacer un giro de 180 grados en 6 segundos con un viento cruzado de 45 nudos en condiciones cálidas y altas. Esto llevó a crear un rotor muy potente y la capacidad de volar hacia los lados a 70 mph.

## Diseño

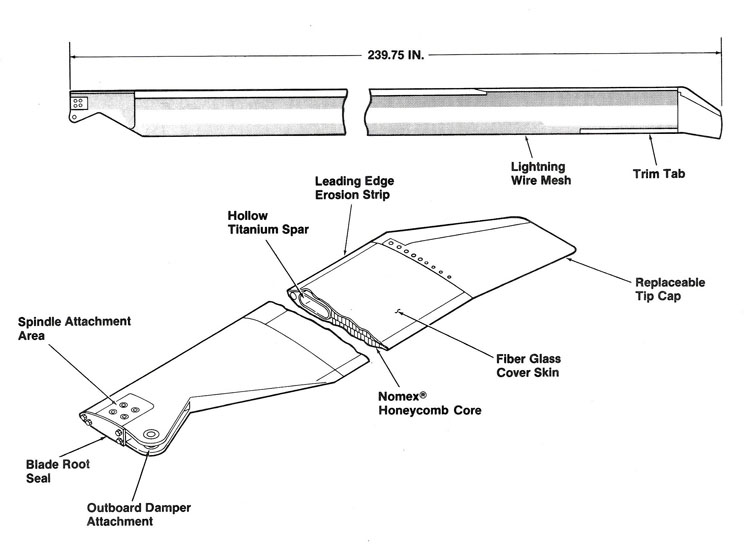
Detalles de construcción de la pala.

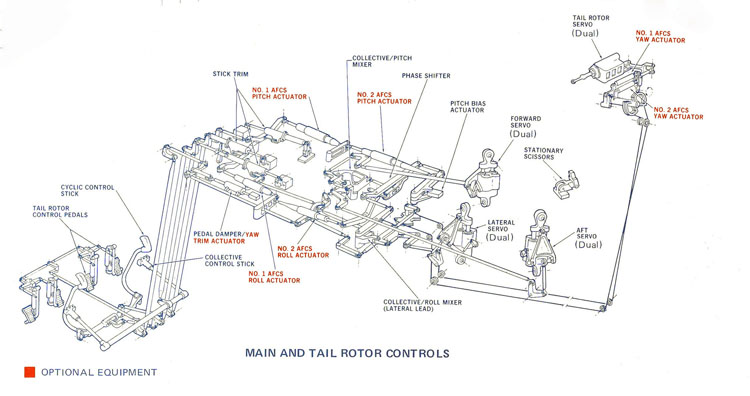
Controladores y mezclador del S-76.

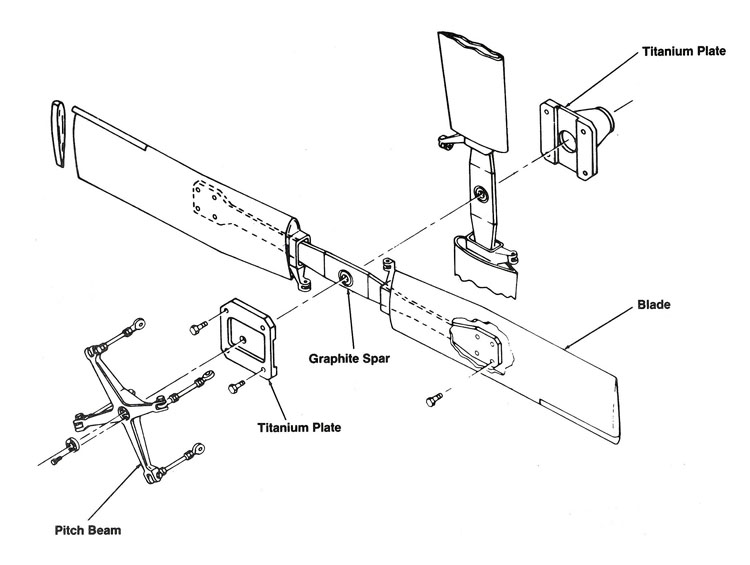
Detalle de construcción del rotor de cola.

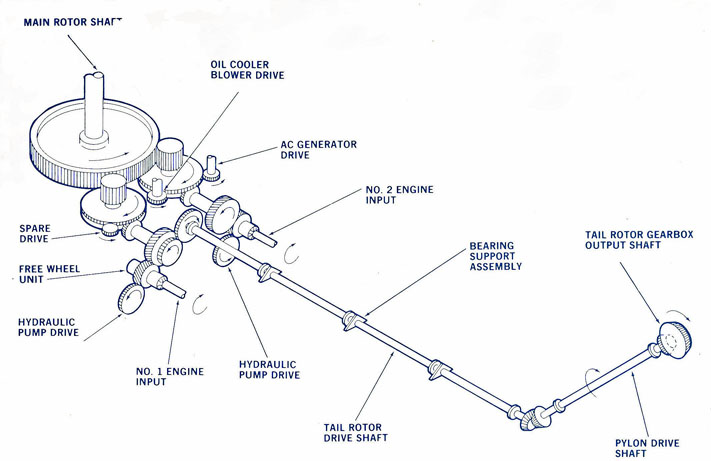
Detalle de la caja de cambios.

El S-76 empleó tecnologías desarrolladas para el helicóptero UH-60 Black Hawk. Entre las características se encuentran: palas del rotor principal de titanio y de material compuesto, un rotor de cola de material compuesto sin cojinetes, amortiguadores de vibraciones bifilares y una transmisión de rotor principal simplificada.
Las palas del rotor principal incorporan materiales compuestos que incluyen un larguero de titanio hueco que está soldado con arco de plasma y formado en caliente a su forma ovalada, una cubierta de fibra de vidrio, un extremo de raíz de grafito redundante, una tapa de punta de Kevlar y un panal de abeja Nomex en el borde de salida. Las palas del rotor principal utilizan un perfil aerodinámico SC1095 y tienen un giro no lineal para cargar las palas de manera uniforme en vuelo estacionario. Las tapas de las puntas están inclinadas para reducir el ruido y las vibraciones.
La calidad de marcha en el S-76 se mejoró mediante un acoplamiento de cono de paso a un máximo de 17 grados. El movimiento de desvanecimiento cíclico, generalmente conocido por la abreviatura matemática "Delta-3", funciona para eliminar el paso de la pala durante el aleteo de la misma. En otras palabras, cuando la pala se eleva como lo haría en turbulencia, Delta-3 limpia mecánicamente parte del ángulo de inclinación para evitar que la punta se atasque y suavizar la conducción. El Delta-3 se incorporó al S-76 mediante un desfasador incorporado en una unidad mezcladora compleja.
El elemento estructural compuesto del principio del rotor de cola sin cojinetes es el larguero de la viga transversal. El rotor de cola de haz transversal está diseñado para aprovechar las capacidades especiales de los compuestos de grafito unidireccionales. El rotor de cola consta de dos conjuntos, cada uno de los cuales proporciona dos palas para el rotor de cola de cuatro palas. El larguero que conecta las palas opuestas está hecho de grafito unidireccional y tiene una forma de sección transversal rectangular. La viga resultante es flexible en la dirección de las aletas y de torsión, pero muy rígida en la dirección del borde. Una forma de perfil aerodinámico se atornilla a cada extremo de la viga transversal para formar la mitad del rotor de cola. Dos de estos conjuntos se sujetan en ángulo recto para formar el rotor de cola. El rotor de cola resultante está libre de inestabilidades y no requiere lubricación ni mantenimiento.
La caja de cambios principal tiene como reducción final una rueda dentada con dos entradas de engranajes rectos. Esto es considerablemente más simple que el sistema de engranajes planetarios utilizado en los modelos anteriores de helicópteros Sikorsky. Cada motor tiene un tren de potencia separado hasta el engranaje principal a través de un solo espolón y una sola malla biselada. El despegue de la cola es del tren de potencia del motor izquierdo. En caso de un fallo en dicho motor, el despegue de la cola sigue conduciendo a través del motor derecho hasta el engranaje principal y vuelve a través del bisel ajustado al despegue de la cola. Las unidades de rueda libre están dentro del primer engranaje recto hacia adelante de cada motor. El uso del sistema de engranajes reductores reduce el número de cojinetes y engranajes en un número significativo, en comparación con un enfoque de engranajes planetarios convencional. Este diseño da como resultado un coste total más bajo y una mayor fiabilidad.
El buje del rotor principal es una pieza forjada de aluminio de una sola pieza con cojinetes elastoméricos y amortiguadores de vibraciones bifilares ajustados a diferentes frecuencias para amortiguar las vibraciones en la fuente y para reducir el ruido de la cabina y proteger el fuselaje de los daños por vibración.
El fuselaje del S-76 está diseñado con baja resistencia para mejorar la eficiencia. Se utilizan remaches al ras, una novedad en cualquier helicóptero Sikorsky. El S-76 fue el primer helicóptero comercial de Sikorsky en hacer un uso extensivo de compuestos avanzados. El kevlar se utiliza en los carenados del motor, ya que pesa la mitad y tiene el doble de resistencia que la fibra de vidrio.

## Componentes

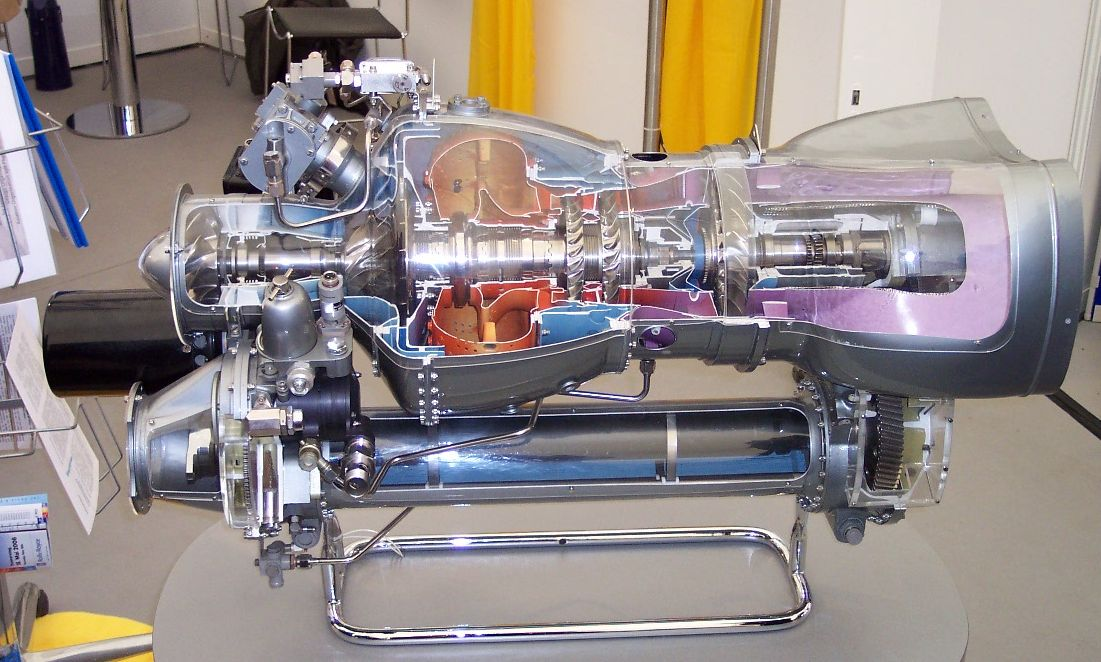
Corte esquemático del Arriel.

Francia

### Propulsión
| Sistema | País               | Fabricante | Notas      |
| ------- | ------------------ | ---------- | ---------- |
| Motor   | Bandera de Francia | Turbomeca  | 2 × Arriel |

## Variantes

### Civiles

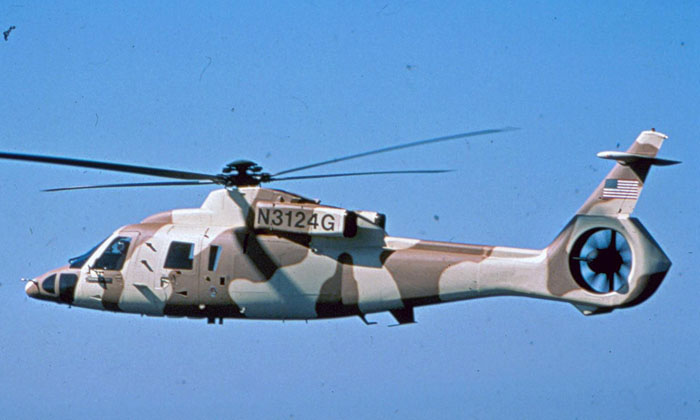
Helicóptero S-76B Fantail.

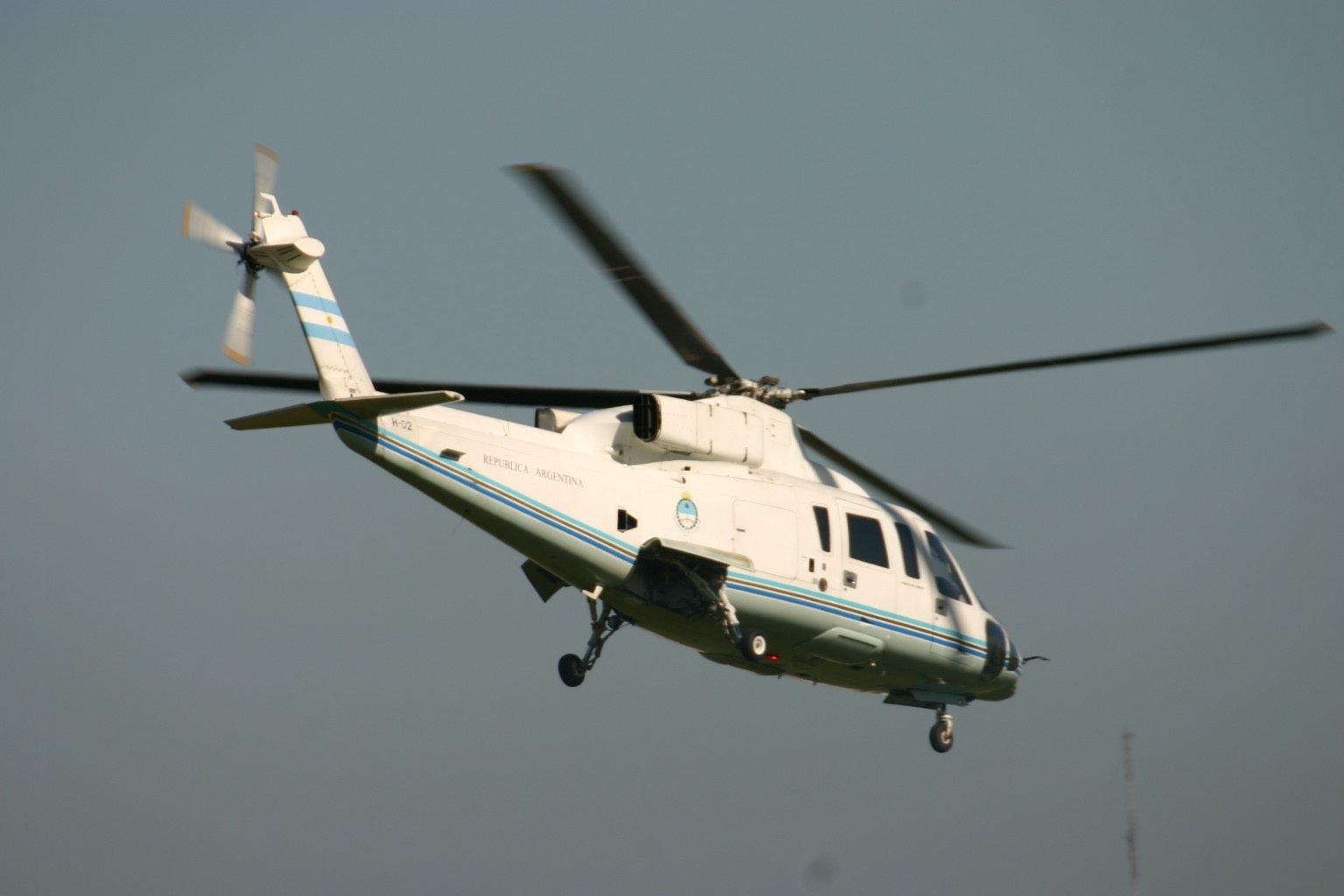
Sikorsky S-76B de la Agrupación Aérea Presidencial Argentina.

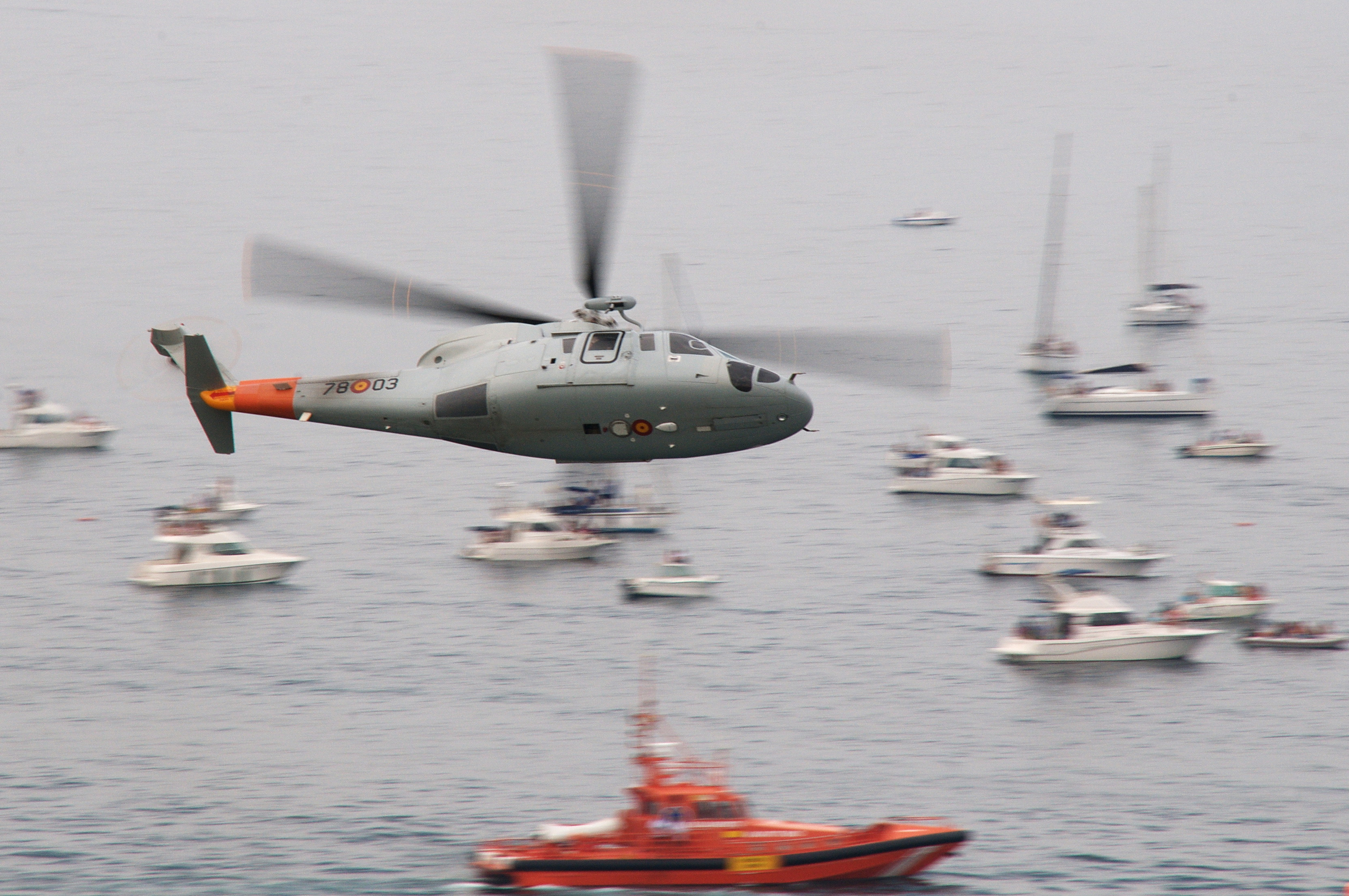
Sikorsky S-76C del Ejército del Aire Español.

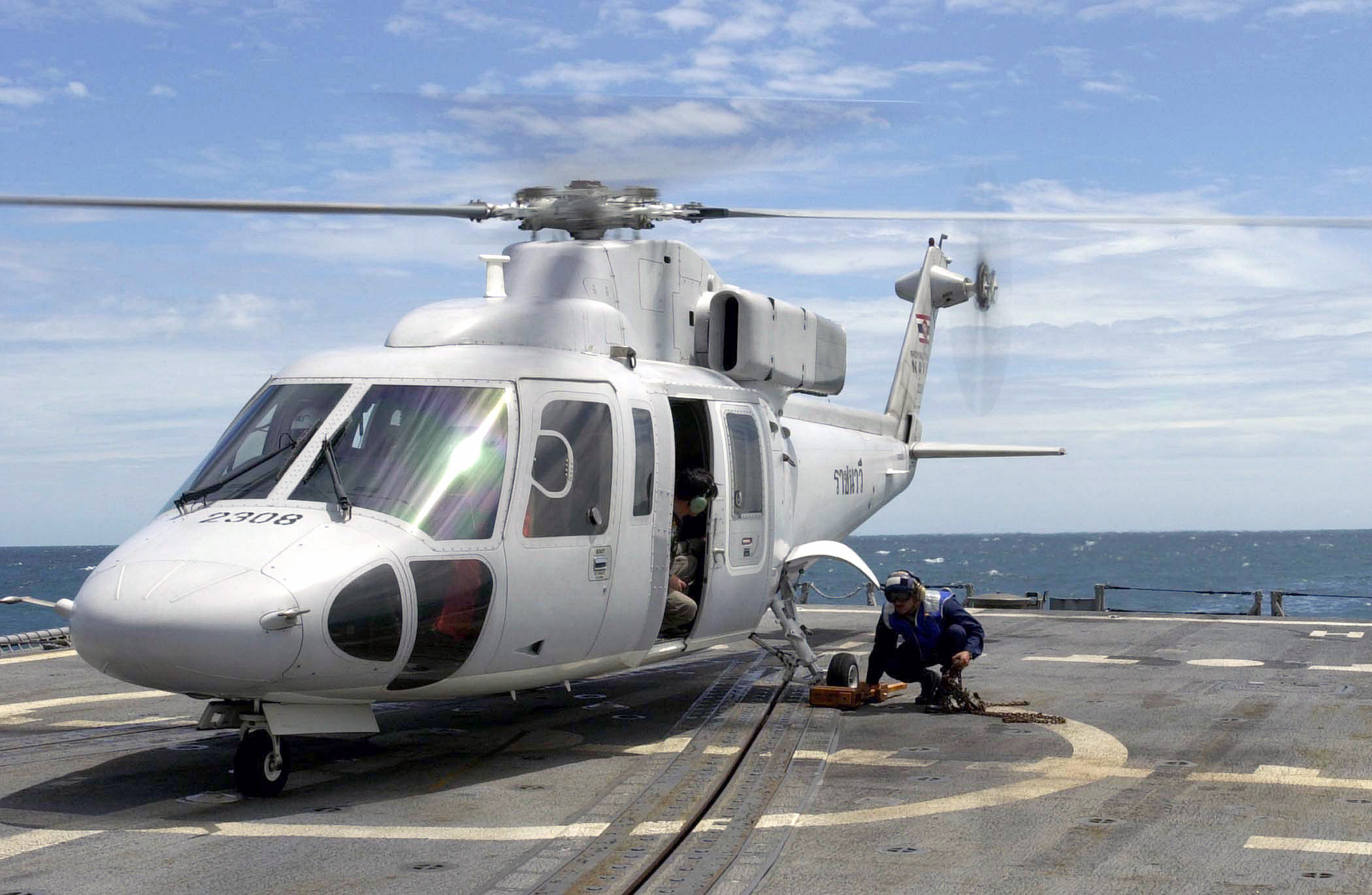
Sikorsky S-76B de la Armada Tailandesa.

S-76A
Versión de producción original, que monta dos motores Allison 250-C30. Un gran número de ellos fueron modificados a la versión S-76A+. 284 fabricados.
S-76 Utility
Versión básica de transporte utilitaria.
S-76A+
A los S-76A que no fueron vendidos se les instalaron dos motores Turbomeca Arriel 1S o los talleres autorizados hicieron un reequipamiento. 17 fabricados.
S-76A++
Versión con motores Arriel 1S1.
S-76 Mk II
Versión mejorada todo tiempo, dos turboejes Allison 250-C30S de 680 hp.
S-76B
Versión con dos motores Pratt & Whitney Canada PT6B36A. 101 construidos.
S-76C
Versión con dos motores Turboméca Arriel 1S2, 43 fabricados.
S-76C+
Versión con dos motores Turboméca Arriel 2S1. Cabina de cristal, 35 fabricados.
S-76C++
Versión con dos motores Turboméca Arriel 2S2. Cabina de cristal.
S-76D
Versión equipada con dos Pratt & Whitney Canada PW210S.

### Militares
AUH-76
Versión de transporte armada, desarrollada a partir del S-76 Mk II.
H-76B/Eagle
Versión militar del S-76B.
H-76N
Versión naval planeada en 1984, pero que nunca se fabricó.

### Experimentales
SHADOW
Un S-76A con una estación piloto extendida agregada al morro.
Fantail
Un S-76B con un rotor de cola en forma de abanico.

## Operadores

### Militares
Argentina
Agrupación Aérea Presidencial: 2 S-76B en servicio.
 Emiratos Árabes Unidos
Dubái
 España
Ejército del Aire Español: 8 S-76.
 Filipinas
Fuerza Aérea Filipina: 4 AUH-76.
 Irak
Fuerza Aérea Iraquí
 Japón
Guardia Costera de Japón: 4 S-76C.
 Jordania
Fuerza Aérea Jordana
 Tailandia
Real Armada Tailandesa: 5 S-76.

### Civiles
Australia

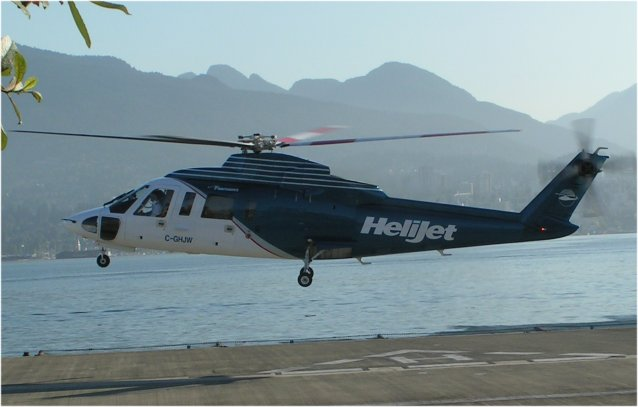
Sikorsky S-76 de Helijet.

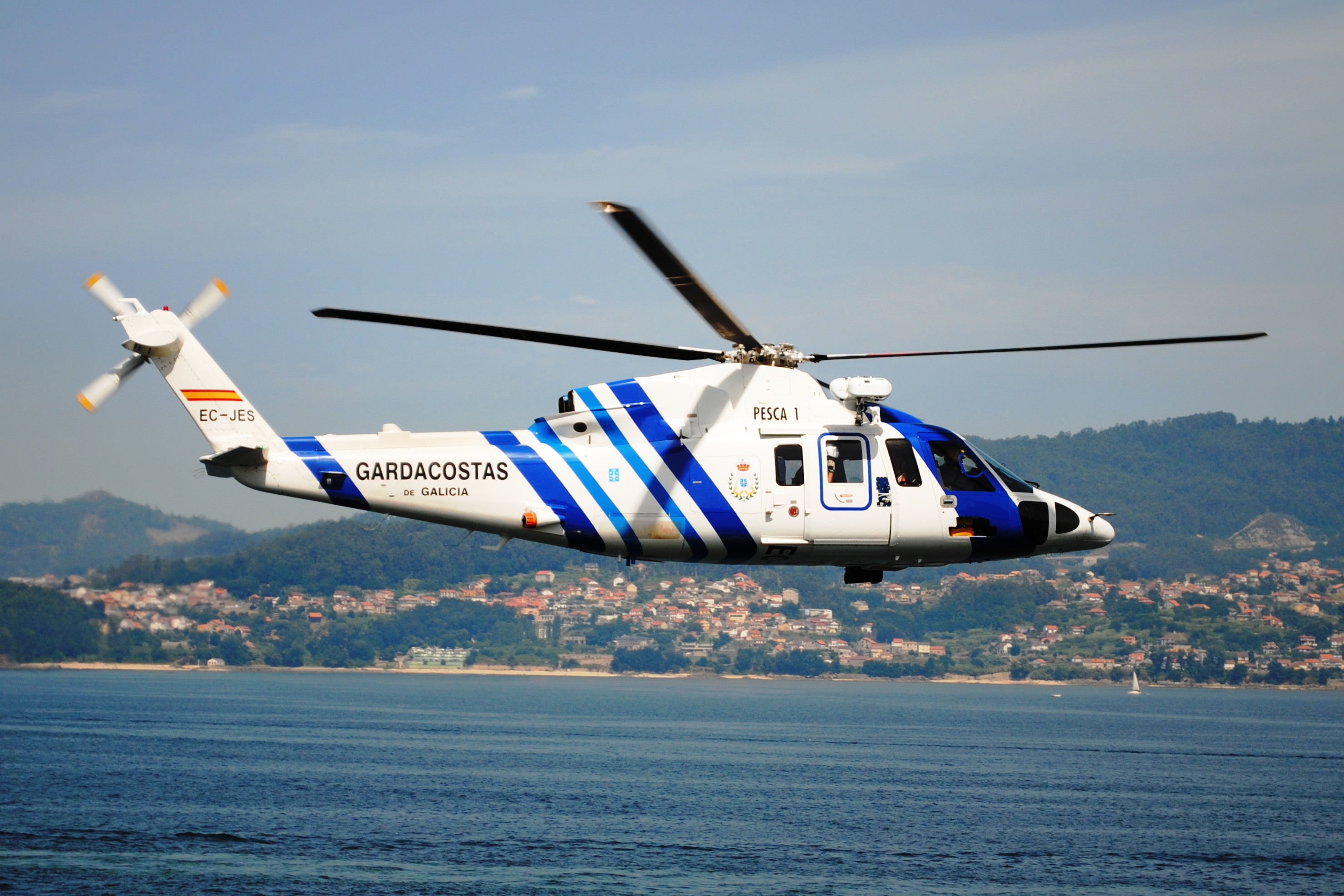
S-76C++ matrícula EC-JES, "Pesca 1", propiedad del Servicio de Guardacostas de Galicia dependiente de la Junta de Galicia.

- Esso Australia en Victoria, Australia opera un total de 5 aeronaves.[11]
- Jayrow Helicopters en Victoria, Australia, 3 aeronaves.

 Brasil
- BHS o Brazilian Helicopter Services, ofrece servicios a las plataformas petrolíferas brasileñas.

 Canadá
- Emergency Health Services
- HeliJet
- Ontario Air Ambulance

 España
- Junta de Galicia: opera dos unidades S-76C+ desde 2005 en el Servicio de Guardacostas de Galicia.[12] El Pesca 1 (EC-JES) con base en Vigo y el Pesca 2 (EC-JET) con base en el Helipuerto Costa Norte de Vivero.[13]

 Estados Unidos
- U.S. Helicopter une Manhattan con el Aeropuerto Internacional John F. Kennedy en Nueva York.
- Metro Life Flight
- Palm Beach County Fire Rescue: opera dos S-76C+.

 Hong Kong
- Government Flying Service.
- HeliExpress.

 México
- ASESA Base Campeche: opera dos S-76C+. Los únicos en su modelo en operar en este país.
- Heliservicio Campeche: opera un S-76C++. El único de su modelo operado en este país.

 Panamá
- Helicóptero Presidencial (operado por el Servicio Nacional Aeronaval).

 Reino Unido
- Bristow Helicopters: opera un total de 53 S-76A, A+, A++, C+ y C++.

 Suecia
- Norrlandsflyg: opera seis helicópteros en Suecia.

### Antiguos Operadores
Guatemala
Fuerza Aérea Guatemalteca: usados durante la Guerra Civil de Guatemala por el Ejército, adquiridos un número desconocido del modelo S-76A en 1982 a Estados Unidos, usados en traslado de heridos, tropas y de uso presidencial. Vendidos en algún momento después de la firma de los acuerdos de paz en 1996, debido a los recortes presupuestarios.

## Especificaciones (S-76C++)
Referencia datos: Sikorsky Aircraft Corporation

### Características generales
- Tripulación: 1 o 2 pilotos
- Capacidad: 12/13 pasajeros
- Longitud: 16 m (52,5 ft)
- Diámetro rotor principal: 13,4 m (44 ft) (rotor antipar: 2,43 m)
- Envergadura: 3,1 m (10 ft)
- Altura: 4,4 m (14,5 ft)
- Perfil alar: SC1095
- Peso vacío: 3177 kg (7002,1 lb)
- Peso útil: 2129 kg (4692,3 lb)
- Peso máximo al despegue: 5306 kg (11 694,4 lb) (configuración básica)
- Planta motriz: 2× turboeje Turbomeca Arriel 2S2.
  - Potencia: 688 kW (949 HP; 936 CV) cada uno.

### Rendimiento
- Velocidad crucero (Vc): 287 km/h (178 MPH; 155 kt)
- Alcance: 762 km (411 nmi; 473 mi)
- Techo de vuelo: 4200 m (13 780 ft)

## Aeronaves relacionadas

### Desarrollos relacionados
- Sikorsky S-70
- Sikorsky S-75

### Aeronaves similares
- Bell 222/230
- Bell 430
- AgustaWestland AW139
- Kamov Ka-60
- Eurocopter Dauphin

### Secuencias de designación
- Secuencia H._ (Helicópteros del Ejército del Aire español, 1978-presente): ← HU/HD/HT.21 - HU.22 - HS.23 - HE.24 - HE.25 - HE/HU.26 - HT/HU.27 →